# Sympaestria brevicauda
Sympaestria brevicauda är en insektsart som beskrevs av Heinrich Hugo Karny 1923. Sympaestria brevicauda ingår i släktet Sympaestria och familjen vårtbitare. Inga underarter finns listade i Catalogue of Life.